# Zbigniew Dobosz
Zbigniew Dobosz (ur. 4 listopada 1944, zm. 29 września 2014 w Częstochowie) – polski piłkarz i trener.

## Kariera
Był wychowankiem Rakowa Częstochowa. Reprezentował klub we wszystkich kategoriach wiekowych. W pierwszym zespole rozegrał dwanaście meczów i strzelił dwie bramki. Po zakończeniu kariery zawodniczej rozpoczął pracę jako trener.
Do największych sukcesów na ławce trenerskiej można zaliczyć złoty medal na Spartakiadzie w Rzeszowie (1985) oraz awans do pierwszej ligi (1993/94). W roli trenera częstochowskiej drużyny zadebiutował 21 października 1984 roku w meczu z AKS-em Chorzów. Był trenerem drużyny seniorów w latach 1984–1985, 1992–1995, 1998–2000 oraz 2002–2003. W sezonie 1997/1998 trenował drugoligowy MKS Myszków, a w sezonie 2010/2011 wspólnie z Andrzejem Samodurowem czwartoligowy zespół Zielonych Żarki. Następnie szkolił młodzież w UKS Raków Częstochowa.
W trakcie swojej pracy trenerskiej wychował kilku piłkarzy, którzy następnie grali w ekstraklasie czy reprezentacji Polski, m.in. Jerzego Brzęczka, Krzysztofa Kołaczyka, Jacka Magierę, Piotra Bańskiego, Macieja Gajosa, Piotra Malinowskiego, Artura Lenartowskiego, Mateusza Zacharę czy Mariusza Przybylskiego.
Zmarł w wyniku choroby nowotworowej. Został pochowany 2 października 2014 r. na cmentarzu Kule w Częstochowie.
W 2015 r. Rada Miasta Częstochowy przyjęła uchwałę o nazwaniu imieniem Dobosza skweru znajdującego się w pobliżu stadionu Rakowa. Od tego samego roku rozgrywany jest Memoriał im. Zbigniewa Dobosza. 15 maja 2022 r. odsłonięto pomnik upamiętniający trenera znajdujący się na terenie skweru jego imienia.

## Sukcesy

### Raków Częstochowa
- I miejsce na Spartakiadzie młodzieżyː 1985
- Mistrzostwo II ligiː 1993/1994
- Wicemistrzostwo II ligiː 1998/1999